# Trioza magnicauda
Trioza magnicauda är en insektsart som först beskrevs av Crawford 1919.  Trioza magnicauda ingår i släktet Trioza och familjen spetsbladloppor. Inga underarter finns listade i Catalogue of Life.